# Carlos Ruiz
Carlos Humberto Ruiz Gutiérez (Cidade da Guatemala, 15 de setembro de 1979) mais conhecido como Carlos Ruiz, é um ex-futebolista guatemalteco que atuava como atacante. É considerado ídolo pela torcida do Los Angeles Galaxy, e também o melhor jogador de futebol da história de seu país.

## Carreira em clubes
Conhecido por El Pescadito, Ruiz iniciou a carreira profissional em 1995, no Municipal, aos 16 anos de idade. Jogaria pelos Diablos Rojos até 2002, voltando em 2014.
Jogou também nos Estados Unidos (Los Angeles Galaxy, FC Dallas, Philadelphia Union e D.C. United), México (Puebla e Veracruz), Grécia (PAS Giannina e Aris, onde foi o primeiro guatemalteco a fazer um gol em competições de clubes da UEFA, em 2010), Canadá (Toronto FC) e Paraguai (Olimpia). Aposentou-se dos gramados em 2016, depois de apenas um jogo em sua segunda passagem pelo FC Dallas. Em 21 anos de carreira, El Pescadito fez 234 gols em 512 partidas.

## Internacional
Carlos Ruiz é o maior artilheiro da Seleção Guatemalteca de Futebol, com 68 gols em 132 partidas disputadas entre 1998 e 2016, chegando a anunciar 2 vezes sua aposentadoria em nível de seleções: na primeira, em 2009, chegou a dizer que não voltaria a jogar pelos Chapines, porém voltaria atrás em sua decisão e retornou à Seleção em 2011, e em 2012, encerrou novamente sua trajetória internacional e voltaria a vestir a camisa da Guatemala em 2014.
Em setembro de 2016, tornou-se o maior artilheiro de Eliminatórias para a Copa do Mundo, com 39 gols, superando o iraniano Ali Daei, com 35 gols anotados.
Ruiz teve ainda uma rápida passagem pela seleção de futsal da Guatemala, em 2000.

## Artilharias
Seleção Guatemalteca
- Copa Ouro da CONCACAF: 2005 (3 gols)